# Ziemia Ellswortha

Ziemia Ellswortha znajduje się u nasady Półwyspu Antarktycznego

Ziemia Ellswortha − obszar w zachodniej części Antarktydy (na zachód od Lodowca Szelfowego Ronne, na południe od Morza Bellingshausena - części Oceanu Południowego - i od Półwyspu Antarktycznego). Wyżyna pokryta w całości lądolodem; znajdują się tu szczyty górskie w łańcuchu Gór Ellswortha i kilka mniejszych. Na skraju Ziemi Ellswortha, na pograniczu z Ziemią Marii Byrd, pod ponad trzykilometrową warstwą lodu znajduje się rów Bentleya, jedna z najgłębszych kryptodepresji świata.
Obszar nazwany na cześć amerykańskiego badacza Lincolna Ellswortha, który nad tym rejonem dokonał w 1935 roku przelotu z Wyspy Dundee na Lodowiec Szelfowy Rossa.